# Finale de la Ligue des champions de l'UEFA 2000-2001

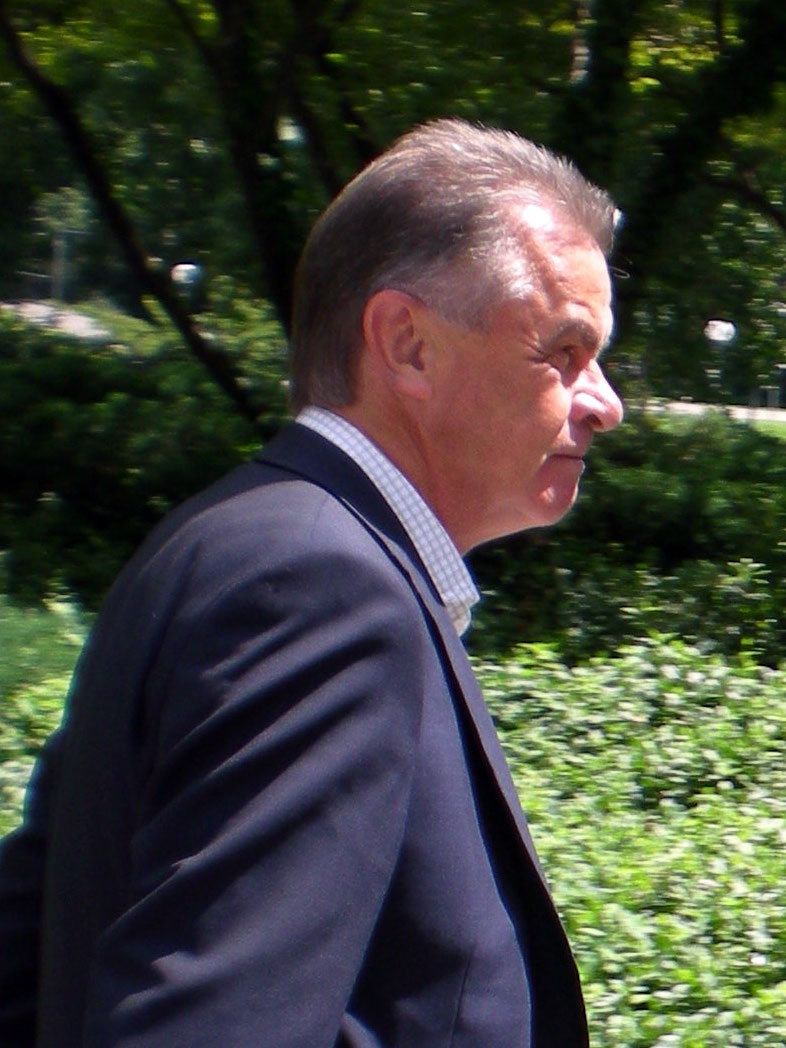
Ottmar Hitzfeld

La finale de la Ligue des champions de l'UEFA 2000-2001 est la 46e finale de la Ligue des champions de l'UEFA appelée aussi C1. Elle oppose le club allemand du Bayern Munich au club espagnol du Valence CF. Le Bayern Munich remporte cette finale et ajoute un quatrième titre de champion d'Europe à son palmarès après 25 ans d'attente ; et cela après avoir échoué deux ans auparavant en finale en 1999 contre Manchester United puis il y a un an en demi-finale en 2000 contre le Real Madrid. Le Valence CF perd quant à lui sa deuxième finale d'affilée.
Lors de l'édition précédente, le Valence CF a atteint pour la première fois de son histoire la finale de la Ligue des Champions, s'inclinant 3-0 contre le Real Madrid dans un épilogue 100 % espagnol jusque-là inédit dans l'histoire de la compétition. Les Valenciens espèrent cette fois-ci ramener le trophée chez eux et devenir le troisième club espagnol à soulever la plus prestigieuse des coupes européennes de football. Si le Valence CF ne dispute que sa deuxième finale de C1, c'est la septième pour le club allemand, vainqueur trois fois d'affilée de 1974 à 1976 et perdant en 1982, 1987 et 1999.
C'est la 6e finale de l'histoire qui rend son verdict via une séance de tirs au but.
Comme durant toute la saison, le gardien munichois Oliver Kahn est un joueur clé de cette finale pour son équipe ; élu homme du match, il arrête notamment trois tentatives espagnoles durant la séance des tirs au but.
L'entraîneur du Bayern Munich Ottmar Hitzfeld remporte une deuxième C1 après sa victoire en 1997 avec le Borussia Dortmund.

## Parcours des finalistes
Le format de la compétition est assez dense, avec deux phases de groupes, la première phase de groupe se disputant de début septembre à début novembre, la seconde phase de groupe se déroulant de fin novembre à mi-mars, ouvrant ensuite la voie aux quarts de finale puis aux demi-finales. Soit un total de seize matchs disputés par les Bavarois, et de dix-huit pour les Valenciens (les Espagnols ayant disputé un tour de qualification supplémentaire) pour atteindre l'ultime marche. Que ce soit pour les phases de qualifications, les phases de groupes, les quarts de finales et les demi-finales, le format des confrontations est sur le modèle "aller-retour".

### Le Valence CF
Le Valence CF seulement troisième de Liga la saison précédente a du jouer un match aller et un match retour de qualification contre le club autrichien du Tirol Innsbruck pour valider définitivement sa participation dans cette compétition,. Le championnat d'Espagne n'accorde à ce moment-là que deux places qualificatives directes pour la ligue des champions. À l'issue de la fin de la saison 1999-2000, le 1er et 2e sont qualifiés directement pour la C1, tandis que le 3e doit franchir le troisième tour préliminaire sous peine d'être reversé en Coupe UEFA.
Pour la phase finale et le premier tour, la formation espagnole est reversée dans le groupe C en compagnie de Lyon qui a terminé troisième du championnat de France la saison précédente, l'Olympiakós champion de Grèce en titre et Heerenveen vice-champion des Pays-Bas la saison précédente. Le Valence CF termine premier au classement final et accède sans réelles difficultés à la seconde phase de groupes.
Au second tour, Valence est versé dans le groupe A avec le champion d'Angleterre en titre Manchester United, le vice-champion d'Autriche Sturm Graz, et de Grèce le Panathinaïkós. Contrairement au tour précédent, la formation d'Héctor Cúper ne perd aucun match et parvient à finir première de son groupe devant Manchester.
En quart de finale, le Valence CF écarte les Anglais d'Arsenal avec une défaite (2-1) en Angleterre et une victoire (1-0) à domicile. À égalité parfaite sur les deux rencontres, c'est le but marqué à l'aller à Londres à Highbury qui permet aux Valenciens d'accéder en demi-finale et de retrouver un autre club anglais Leeds United. Après un (0-0) assez chanceux en Angleterre, le club espagnol s'impose largement au retour (3-0) et accède pour la deuxième fois d'affilée à la finale de la compétition.

### Le Bayern Munich
Le Bayern Munich s'est qualifié pour cette 46e édition en terminant champion d'Allemagne la saison précédente, lui offrant de ce fait un accès direct à la compétition.
Le tirage au sort de la Ligue des Champions place le Bayern dans le groupe F avec les clubs du Paris SG, Rosenborg et Helsingborgs.
Lors du premier tour le Bayern assure sa première place d'un point dans le classement du groupe F en devançant le Paris SG. Les six matchs disputés se soldent par trois victoires, deux nuls et une défaite.
Au second tour, le Bayern se retrouve versé dans le groupe C avec Arsenal, Lyon, et le Spartak Moscou.
C'est pendant cette deuxième phase de groupe en 5e et avant dernière journée, que le Bayern subira une lourde défaite (3-0) contre le club français de l'Olympique lyonnais. En ce soir du 6 mars 2001 au Stade de Gerland, la défense bavaroise rompt par trois fois face au club tricolore. Le jeune attaquant français Sidney Govou trompant notamment à deux reprises le portier Oliver Kahn à la 13e et 21e. Incapable de renverser la situation les Bavarois encaisseront un ultime but par Pierre Laigle 72e. Cette  défaite n'a cependant pas d'incidence sur la suite du parcours des Allemands arrivant à se défaire d'Arsenal (1-0) lors de l'ultime journée, et d'assurer leur qualification pour les quarts de finale.
« Jouer plus mal est impossible. C'est une honte en même temps qu'une catastrophe. »
— Franz Beckenbauer, Président du Bayern Munich après la lourde défaite 3-0 contre Lyon.
À partir des phases à élimination directe, les Bavarois prennent une revanche totale par rapport aux échecs concédés en Ligue des champions durant les saisons 1998-1999 et 1999-2000. Les joueurs de Ottmar Hitzfeld retrouvent en effet Manchester United en quart de finale, en 1999 Manchester avait privé le Bayern du graal européen dans une finale au scénario fou, menés 1-0 dès la 6e minute de jeu, les Anglais ont renversé la situation avec deux buts coup sur coup en fin de rencontre. Cette fois ci le 3 avril 2001, le Bayern va d'abord s'imposer à Old Trafford 1-0 grâce à un but à la 86e de son joueur brésilien Paulo Sérgio, et sceller le 18 avril 2001 au Stade olympique de Munich une qualification pour les demi-finales grâce à une nouvelle victoire (2-1).
C'est ensuite le Real Madrid que le Bayern retrouve au même stade de la compétition que la saison précédente. Avec une tactique défensive, les Bavarois obtiennent une victoire précieuse à Madrid (1-0) le 1er mai 2001, l'attaquant Giovane Élber marquant l'unique but de ce match à la 55e,. Le 9 mai à Munich, le Bayern consolide sa qualification pour la finale avec une victoire (2-1).

## Avant-match

### Choix du lieu de la finale
C'est la troisième fois que le stade de San Siro à Milan, appelé aussi stade Giuseppe-Meazza, accueille une finale de C1 après 1965 et 1970.

### Désignation de l'arbitre de la finale
L'arbitre central néerlandais Dick Jol est désigné par l'UEFA pour diriger la finale. À cette occasion, il arbitre son 16e match en Ligue des champions et la seule finale européenne de sa carrière.

### Le Valence CF de Hector Cuper veut prendre sa revanche sur la finale perdue de 2000

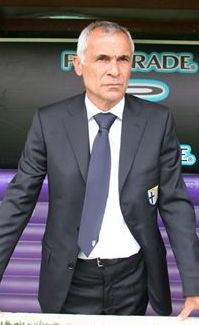
Héctor Cúper perdra sa troisième finale européenne d'affilée

Avant cette finale, le championnat d'Espagne n'est pas encore fini (il se poursuivra jusqu'au 17 juin), et Valence au bout de 35 journées est 3e et peut espérer accrocher les barrages de la Ligue des champions pour la saison suivante. Contrairement à la saison précédente, la 4e place en Espagne pour cette saison en cours est aussi synonyme de barrages pour la C1. En coupe d'Espagne, Valence a été éliminé dès les 1/16e de finale.
Entraîneur du club espagnol depuis le début de la saison 1999-2000, l'Argentin Héctor Cúper espère ne pas revivre l'échec d'il y a un an. Quel que soit le résultat de cette finale, le technicien argentin est officiellement sur le départ. Également finaliste malheureux de la Coupe des coupes avec Majorque en 1999, il dispute sa troisième finale européenne consécutive.
En ce qui concerne la formation espagnole en elle-même, sur les onze titulaires qui ont disputé la finale de 2000, seuls cinq sont de nouveau présents pour le coup d'envoi contre le Bayern Munich, il s'agit de Santiago Cañizares, Jocelyn Angloma, Mauricio Pellegrino, Gaizka Mendieta, et Kily González. Trois joueurs titulaires de la finale de 2000, Claudio López, Gerard, et Francisco Farinós, ont quitté le club au mercato d'été. Gerardo García lui, a été prêté à Osasuna. C'est donc une équipe titulaire assez différente de celle qui a échoué contre le Real Madrid. Le joueur le plus influent de cette équipe est le milieu et capitaine Gaizka Mendieta élu meilleur milieu de terrain d'Europe cette année 2001. Surnommé El Murcielago Mendieta incarne parfaitement le style de cette équipe de Valence qui est avant tout une formation à fort mental, combative, accrocheuse et disciplinée.
Le Valence CF compte sur le banc des remplaçants un joueur de poids du nom de Didier Deschamps, ancien champion du monde en 1998 et vainqueur de l'Euro 2000 avec l'équipe de France.
Deschamps a également joué trois finales de C1, deux perdues en 1997 et 1998 avec la Juventus, et une gagnée en 1993 avec Marseille. C'est cette fois-ci en tant que spectateur qu'il assiste à sa troisième déconvenue à ce stade de la compétition.

### Le Bayern Munich d'Ottmar Hitzfeld veut sa revanche sur la finale perdue de 1999
Quatre jours avant la finale, le Bayern remporte son 17e titre de champion d'Allemagne à la dernière seconde de la 34e et dernière journée à Hambourg. En lutte directe pour le titre avec Schalke04, les Bavarois sont premiers du classement au moment de la clôture de la 33e et avant dernière journée, comptant 3 points d'avance sur leur concurrent direct, tandis que l'équipe de Schalke 04 bénéficie d'une meilleure différence de but. Durant la 34e et ultime journée, dans un match à forts rebondissements, Schalke 04 arrache une victoire contre Unterhaching (5-3) tandis que le Bayern se trouve mené 1-0 sur la pelouse du Hambourg SV en encaissant un but dans les arrêts de jeu de la seconde période. À ce moment-là, Schalke est virtuellement champion d'Allemagne et tout semble perdu pour les Munichois. Seulement, à la 94e, l'arbitre accorde un coup franc indirect au Bayern dans la surface adverse, à la suite d'une obstruction de main. Andersson tire le coup franc et marque. Schalke 04 aura été virtuellement champion durant 4 minutes, mais c'est bien le Bayern qui au bout du suspense arrache un 17e titre de champion d'Allemagne. En coupe d'Allemagne le club bavarois a été prématurément éliminé au deuxième tour.
La finale perdue de 1999 contre Manchester United a été une véritable désillusion pour le club allemand. Virtuellement champion d'Europe dès la 6e minute de jeu, le Bayern a vu le trophée lui glisser des mains en fin de rencontre à la 91e et 93e, encaissant coup sur coup deux buts mancuniens. Depuis la finale de 1999 trois joueurs majeurs, Lothar Matthäus, Markus Babbel , Thomas Helmer, Ali Daei et Mario Basler ont quitté le club. Cette finale de 2001 contre Valence constitue pour cette génération mature une ultime opportunité de remporter la C1. En ce qui concerne le 11 de départ contre Valence, dix joueurs étaient déjà présents dans le club en 1999. Mais seulement quatre, Oliver Kahn, Samuel Kuffour, Thomas Linke et Stefan Effenberg, débuteront la rencontre en tant que titulaire comme il y a deux ans. Bixente Lizarazu blessé en 1999 sera cette fois ci titulaire, tout comme Mehmet Scholl et Hasan Salihamidžić qui n'était que sur le banc des remplaçants il y a deux ans. L'attaquant brésilien, Giovane Élber, non retenu pour la finale contre Manchester est cette fois ci titulaire à la pointe de l'attaque. Owen Hargreaves sera titulaire aussi aux cotes de Effenberg, tout comme Patrik Andersson au libéro. Ottmar Hitzfeld, entraîneur réputé, a déjà remporté la Ligue des champions en 1997 avec le Borussia Dortmund. Depuis 1997, soit quatre saisons, le technicien allemand a atteint au minimum les demi-finales dans cette compétition. Alexander Zickler, Carsten Jancker et Michael Tarnat seront cette fois-ci remplaçants, tout comme Bernd Dreher, remplacant il y a deux ans. Thomas Strunz et Thorsten Fink ne seront pas retenus pour la finale et Kahn ne sera pas capitaine.
« Le traumatisme de cette incroyable défaite a duré six mois. Et puis on a réagit collectivement. »
— Bixente Lizarazu, Défenseur français du Bayern Munich évoquant la finale perdue de 1999.

## La finale

### Résumé du match

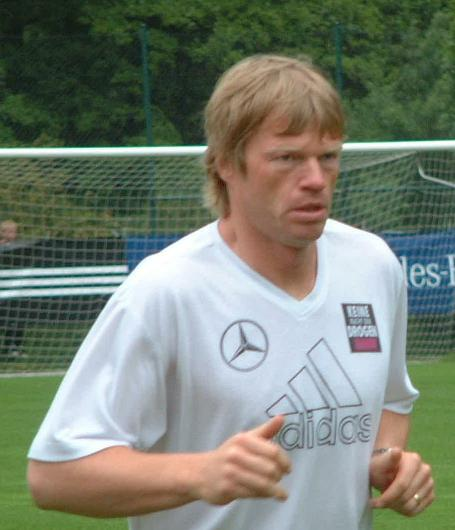
Oliver Kahn, le gardien du Bayern, est élu homme de la finale à l'issue de la rencontre.

La rencontre commence assez fort avec un premier penalty accordé aux Valenciens à la suite d'une main peu évidente de Patrik Andersson. Gaizka Mendieta transforme l'occasion et les Espagnols mènent déjà 1-0 au bout de trois minutes de jeu. Quatre minutes plus tard c'est cette fois dans la surface de réparation valencienne que l'arbitre Dick Jol intervient et accorde un penalty en faveur des Munichois ; en effet Stefan Effenberg a été fauché par Angloma. Mais Mehmet Scholl loupe le cadre. La situation ne va pas évoluer en cette première mi-temps tant au tableau d'affichage que dans le jeu avec deux équipes qui vont densifier leur milieu de terrain et se bloquer mutuellement.
L'entraîneur bavarois Ottmar Hitzfeld remet son équipe en selle en modifiant sa tactique. Il fait entrer l'attaquant Carsten Jancker à la place de l'arrière droit Willy Sagnol. Le grand avant-centre allemand, de par sa taille, gêne la défense valencienne et la pousse à la faute « dans sa surface » : Carboni concède un penalty en faisant une main. Stefan Effenberg le transforme et égalise (1-1, 50e). À quatre minutes de la fin du temps règlementaire, Zlatko Zahovic a la balle de la victoire à la réception d'un centre de Carew. Mais le Slovène, trop lent, bute sur Oliver Kahn. 
Le score n'évolue pas pendant la prolongation et les deux équipes doivent se départager aux tirs au but. La première série de tirs au but ne permet pas de désigner un vainqueur, Allemands et Espagnols échouant chacun par deux fois. Au septième tir valencian, Oliver Kahn, le portier allemand, stoppe le tir de Pellegrino et offre la victoire à son équipe. 
Le Bayern Munich remporte son quatrième titre de champion d'Europe après ceux conquis en 1974, 1975 et 1976.

### Feuille de match
| Finale                   | Bayern Munich                                                                    | 1 - 1 ap          | Valence CF                                                                 | Stade San Siro, Milan                     |                                           |
| 23 mai 2001 20h45 (HAEC) | Effenberg 50e (pen.)                                                             | (0 - 1)           | Mendieta 3e (pen.)                                                         | Spectateurs : 71 500 Arbitrage : Dick Jol | Spectateurs : 71 500 Arbitrage : Dick Jol |
| 23 mai 2001 20h45 (HAEC) | Rapport                                                                          |                   |                                                                            | Spectateurs : 71 500 Arbitrage : Dick Jol | Spectateurs : 71 500 Arbitrage : Dick Jol |
| 23 mai 2001 20h45 (HAEC) | Paulo Sérgio · Salihamidžić · Zickler · Andersson · Effenberg · Lizarazu · Linke | Tirs au but 5 - 4 | Mendieta · Carew · Zahovič · Carboni · Baraja · Kily González · Pellegrino | Spectateurs : 71 500 Arbitrage : Dick Jol | Spectateurs : 71 500 Arbitrage : Dick Jol |

| Bayern Munich | FC Valence |

| G               | 1  | Oliver Kahn        |     |      |
| DC              | 4  | Samuel Kuffour     |     |      |
| DC              | 5  | Patrik Andersson   | 38e |      |
| DC              | 25 | Thomas Linke       |     |      |
| DD              | 2  | Willy Sagnol       |     | 46e  |
| DG              | 3  | Bixente Lizarazu   |     |      |
| MC              | 23 | Owen Hargreaves    |     |      |
| MC              | 11 | Stefan Effenberg   |     |      |
| MD              | 7  | Mehmet Scholl      |     | 108e |
| MG              | 20 | Hasan Salihamidžić |     |      |
| ATT             | 9  | Giovane Élber      |     | 100e |
| Remplaçants :   |    |                    |     |      |
| G               | 22 | Bernd Dreher       |     |      |
| AD              | 18 | Michael Tarnat     |     |      |
| MDF             | 10 | Ciriaco Sforza     |     |      |
| ATT             | 13 | Paulo Sérgio       |     | 108e |
| ATT             | 19 | Carsten Jancker    |     | 46e  |
| ATT             | 21 | Alexander Zickler  |     | 100e |
| ATT             | 24 | Roque Santa Cruz   |     |      |
| Entraineur :    |    |                    |     |      |
| Ottmar Hitzfeld |    |                    |     |      |

| G             | 1  | Santiago Cañizares  | Averti |     |
| DD            | 20 | Jocelyn Angloma     |        |     |
| DC            | 12 | Roberto Ayala       |        | 90e |
| DC            | 2  | Mauricio Pellegrino |        |     |
| DG            | 15 | Amedeo Carboni      | 26e    |     |
| MD            | 19 | Rubén Baraja        |        |     |
| MG            | 6  | Gaizka Mendieta     |        |     |
| MC            | 18 | Kily González       | 117e   |     |
| MO            | 35 | Pablo Aimar         |        | 46e |
| ATT           | 17 | Juan Sánchez        |        | 66e |
| ATT           | 7  | John Carew          |        |     |
| Remplaçants : |    |                     |        |     |
| G             | 25 | Andrés Palop        |        |     |
| DC            | 5  | Miroslav Đukić      |        | 90e |
| DC            | 34 | Fábio Aurélio       |        |     |
| MDC           | 4  | Didier Deschamps    |        |     |
| MOF           | 8  | Zlatko Zahovič      |        | 66e |
| MOF           | 14 | Vicente             |        |     |
| MOF           | 23 | David Albelda       |        | 46e |
| Entraineur :  |    |                     |        |     |
| Héctor Cúper  |    |                     |        |     |

| Homme du match: Oliver Kahn (Bayern Munich) Arbitres assistants : - Jaap Pool - Jan-Willem van Veluwen - Jan Wegereef |

### Affluence et audiences de la finale
73 000 personnes assistent à la finale de la Ligue des champions depuis le stade Giuseppe-Meazza[réf. nécessaire]. 
23 372 supporters de Valence prennent place dans la Curva Nord Milano occupée traditionnellement par les supporters de l'Inter Milan. 
La finale est retransmise dans plus de deux cents pays et est filmée par vingt caméras. Six cents journalistes, cent-cinquante photographes, quarante chaînes de télévision et seize stations de radio sont accrédités pour couvrir l'événement.  
En France, TF1, diffuseur de la finale, réunit 6,8 millions de téléspectateurs (37,3 % de part de marché).

### Désignation de l'homme du match de la finale
Pour la première fois dans l'histoire de la Ligue des champions, l'UEFA décide de décerner un trophée au meilleur joueur du match. Le lauréat est le gardien de but Oliver Kahn qui a arrêté trois tirs au but,. Le remettant est le footballeur brésilien Pelé,.
« Sans Oliver Kahn, nous n'aurions jamais été champion d'Allemagne ni champion d'Europe. »
— Franz Beckenbauer, Président du Bayern Munich.

## Après-match
En remportant la finale, Bixente Lizarazu devient le premier joueur depuis vingt-cinq ans à gagner la Coupe du monde, l'Euro et la Ligue des champions.
Les joueurs bavarois rentrent à Munich dès le lendemain de la finale et célèbrent leur victoire avec leurs supporters depuis le balcon de l'hôtel de ville,. Le chancelier allemand Gerhard Schröder envoie un télégramme de félicitations au président du Bayern, Franz Beckenbauer : « Cette victoire donne à tout le football allemand un coup de fouet qui va renforcer sa confiance en lui. »
Déjà qualifié pour la Ligue des champions de l'UEFA 2001-2002 après son titre de champion d'Allemagne, le sacre européen du Bayern Munich, dont le tenant du titre est automatiquement qualifié pour l'édition suivante, permet au Boavista FC, sacré champion du Portugal cette saison-là, d'être directement qualifié pour la phase de groupes de la Ligue des champions de l'UEFA 2001-2002, lui évitant ainsi de disputer le troisième tour de qualification. 
Quant à Valence, le club espagnol termine sa saison à la cinquième place du Championnat d'Espagne et échoue à se qualifier pour la prochaine Ligue des champions. Cette cinquième place est cependant synonyme de qualification pour la Coupe UEFA.